# Ragatunjung
Ragatunjung is een bestuurslaag in het regentschap Brebes van de provincie Midden-Java, Indonesië. Ragatunjung telt 8545 inwoners (volkstelling 2010).